# At the Edge of Time
Az At the Edge of Time a Blind Guardian német power metal-együttes 2010-ben megjelent, kilencedik lemeze.
Az albumborító a kolumbiai Felipe Machado Franco munkája.

## Számok listája
1. Sacred Worlds (9:17)
2. Tanelorn (5:58)
3. Road of No Release (6:30)
4. Ride Into Obsession (4:46)
5. Curse My Name (5:52)
6. Valkyries (6:38)
7. Control the Divine (5:26)
8. War of the Thrones (4:55)
9. A Voice in the Dark (5:41)
10. Wheel of Time (8:55)